# Igor Wladimirowitsch Gorbunow
Igor Wladimirowitsch Gorbunow (russisch Игорь Владимирович Горбунов; * 20. September 1994 in Nikitino) ist ein russischer Fußballspieler.

## Karriere

### Verein
Gorbunow begann seine Karriere beim FK Dynamo Moskau. Zur Saison 2015/16 wechselte er zum Drittligisten FK Dynamo Sankt Petersburg. Im Juli 2015 spielte er erstmals in der Perwenstwo PFL. Für die Petersburger kam er bis Saisonende zu 26 Drittligaeinsätzen, in denen er zwei Tore erzielte. Zur Saison 2016/17 wechselte der Flügelspieler zum ebenfalls drittklassigen Olimpijez Nischni Nowgorod. In Nischni Nowgorod kam er in seiner ersten Spielzeit zu 17 Drittligaeinsätzen, in denen er zehn Tore erzielte. Mit seinen zehn Toren wurde er gemeinsam mit Marat Schaimordanow Torschützenkönig der Gruppe 4 der Perwenstwo PFL. Zu Saisonende stieg er mit Olimpijez in die Perwenstwo FNL auf. Im Juli 2017 debütierte er gegen Awangard Kursk in der zweiten Liga. In der Saison 2017/18 spielte er 35 Mal in der zweithöchsten russischen Spielklasse.
Zur Saison 2018/19 wechselte Gorbunow innerhalb der Liga zum FK Sotschi. Für Sotschi kam er insgesamt zu 34 Zweitligaeinsätzen, in denen er fünf Tore erzielte. Mit Sotschi stieg er zu Saisonende in die Premjer-Liga auf. Nach dem Aufstieg schloss er sich zur Saison 2019/20 dem Zweitligisten Rotor Wolgograd an. In Wolgograd absolvierte der Flügelspieler 22 Zweitligaspiele. Im Februar 2020 wechselte er zum Ligakonkurrenten FK Armawir. Für Armawir spielte er bis zum COVID-bedingten Saisonabbruch einmal in der Perwenstwo FNL. Nach der Saison 2019/20 zog sich Armawir allerdings aus der zweiten Liga zurück.
Daraufhin kehrte Gorbunow zur Saison 2020/21 nach Nischni Nowgorod zurück. Für den nun FK Nischni Nowgorod genannten Klub kam er in jener Spielzeit zu 33 Zweitligaeinsätzen und stieg mit dem Klub zu Saisonende in die Premjer-Liga auf. Sein Debüt in der höchsten Spielklasse gab er im Juli 2021 gegen Sotschi, in jener Partie erzielte er zudem den Treffer zum 1:0-Endstand. Insgesamt kam er für Nischni Nowgorod zu 24 Einsätzen in der Premjer-Liga.
Im Juli 2022 wechselte Gorbunow zum Zweitligisten Rubin Kasan.

### Nationalmannschaft
Gorbunow spielte zwischen 2012 und 2013 für die russischen U-18- und U-19-Teams.